# Hjalmar Havelund
Hjalmar Havelund (født 19. oktober 1915 i Revninge, død 21. februar 2007) var en dansk journalist og forfatter, der blandt andet var kendt for sine humoristiske bøger og foredrag. Han var født i Revninge på Fyn, og han var i mange år journalist på Berlingske Tidende.
Han blev I 1969 gift med operasangeren Edith Brodersen. Han er begravet på Hellerup Kirkegård.

## Udvalgte titler
- Fynsk lune: Hjalmars fynske hjørne. Stig Vendelkær, 1977.
- Min fynske landsby. Fisker & Schou, 1995.
- Fynske fortællere: Fra min skoletid (Bind 1]. Forlaget Fyn, 1998-2000.